# فيلاما (بحيرة)
بحيرة فيلاما (بالإسبانية Laguna Vilama) هي بحيرة مالحة تقع في شمال غرب الأرجنتين داخل كالديرا فيلاما.
وهي بحيرة ضحلة المياه وتبلغ مساحتها حوال 4590 هكتار. وتقع في مقاطعة خوخوي، وهي قريبة من مقاطعة ليبيز في دولة بوليفيا.
تقع على الشاطئ الشرقي من البحيرة مناجم القصدير المهجورة. وتنتمي البحيرة إلى مجموعة بحيرات جبال الأنديز.